# Saint-Marcouf
|  | Per a altres significats, vegeu «Saint-Marcouf (Calvados)». |

Saint-Marcouf és un municipi francès al departament de la Mànega (regió de Normandia). L'any 2007 tenia 330 habitants.

## Demografia

### Població
El 2007 la població de fet de Saint-Marcouf era de 330 persones. Hi havia 139 famílies de les quals 40 eren unipersonals (16 homes vivint sols i 24 dones vivint soles), 63 parelles sense fills, 24 parelles amb fills i 12 famílies monoparentals amb fills.
La població ha evolucionat segons el següent gràfic:

### Habitatges
El 2007 hi havia 405 habitatges, 147 eren l'habitatge principal de la família, 248 eren segones residències i 10 estaven desocupats. 310 eren cases i 15 eren apartaments. Dels 147 habitatges principals, 124 estaven ocupats pels seus propietaris, 22 estaven llogats i ocupats pels llogaters i 2 estaven cedits a títol gratuït; 7 tenien dues cambres, 34 en tenien tres, 46 en tenien quatre i 60 en tenien cinc o més. 130 habitatges disposaven pel capbaix d'una plaça de pàrquing. A 77 habitatges hi havia un automòbil i a 57 n'hi havia dos o més.

### Piràmide de població
La piràmide de població per edats i sexe el 2009 era:
| Homes | Edats   | Dones |
| ----- | ------- | ----- |
| 0     | 95 o +  | 0     |
| 0     | 90 a 94 | 4     |
| 0     | 85 a 89 | 8     |
| 0     | 80 a 84 | 4     |
| 4     | 75 a 79 | 0     |
| 24    | 70 a 74 | 4     |
| 16    | 65 a 69 | 20    |
| 20    | 60 a 64 | 28    |
| 0     | 55 a 59 | 8     |
| 24    | 50 a 54 | 4     |
| 20    | 45 a 49 | 24    |
| 20    | 40 a 44 | 12    |
| 4     | 35 a 39 | 8     |
| 0     | 30 a 34 | 12    |
| 4     | 25 a 29 | 4     |
| 8     | 20 a 24 | 4     |
| 8     | 15 a 19 | 36    |
| 20    | 10 a 14 | 12    |
| 16    | 5 a 9   | 16    |
| 8     | 0 a 4   | 0     |

## Economia
El 2007 la població en edat de treballar era de 179 persones, 116 eren actives i 63 eren inactives. De les 116 persones actives 104 estaven ocupades (58 homes i 46 dones) i 12 estaven aturades (5 homes i 7 dones). De les 63 persones inactives 24 estaven jubilades, 12 estaven estudiant i 27 estaven classificades com a «altres inactius».

### Ingressos
El 2009 a Saint-Marcouf hi havia 161 unitats fiscals que integraven 355 persones, la mediana anual d'ingressos fiscals per persona era de 17.179 €.

### Activitats econòmiques
Dels 15 establiments que hi havia el 2007, 4 eren d'empreses de construcció, 5 d'empreses de comerç i reparació d'automòbils, 4 d'empreses d'hostatgeria i restauració i 2 d'empreses de serveis.
Dels 4 establiments de servei als particulars que hi havia el 2009, 1 era un taller de reparació d'automòbils i de material agrícola, 2 paletes i 1 empresa de construcció.
L'únic establiment comercial que hi havia el 2009 era una botiga de menys de 120 m².
L'any 2000 a Saint-Marcouf hi havia 23 explotacions agrícoles que ocupaven un total de 1.148 hectàrees.

## Poblacions properes
El següent diagrama mostra les poblacions més properes.